# Chandur, Bellary
Chandur là một làng thuộc tehsil Bellary, huyện Bellary, bang Karnataka, Ấn Độ.